# Pisto
Para outros significados de pisto, veja Pisto (culinária)

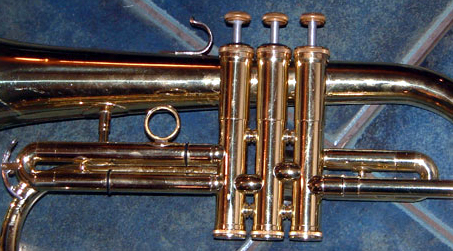
Válvulas ou pistos de um flugelhorn.

O pisto (ou pistão) é uma espécie de válvula linear (movimento sobe-desce) que libera ou restringe a passagem do ar por um determinado trecho de tubo de um instrumento de sopro, fazendo com que o comprimento total do instrumento aumente, deixando o som mais grave, ou diminua, deixando o som mais agudo. Os pistos são usados apenas nos instrumentos de metal com embocadura livre. Nos demais instrumentos de sopro há outros tipos de mecanismo para variação de altura. Tipicamente são usadas três válvulas, que combinadas permitem a execução de todas as notas da extensão de um instrumento (como o trompete em Sib que tem extensão de três oitavas cromáticas).

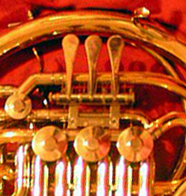
Válvulas rotativas ou chaves de uma trompa.

Alguns instrumentos utilizam válvulas rotativas também chamadas de chaves ao invés do pistões. A utilidade destas válvulas é a mesma: alterar o comprimento do tubo. Apenas a forma de funcionamento é diferente. Ao invés de um curso linear, as válvulas possuem um cilindro que gira em torno de seu eixo para alterar o comprimento do tubo. Por ter um curso menor que os pistos, as válvulas lineares permitem maior agilidade na execução e por isso são mais utilizadas nas trompas, uma vez que é preciso acioná-las com a mão esquerda.
Algumas trompas, podem ter uma quarta válvula (na foto ao lado é a pequena válvula à esquerda, acionada pelo polegar) para transposição de tonalidade. Com essa válvula solta a trompa está afinada em Fá. Quando acionada, a afinação do instrumento é transposta para Sib. Mais raramente, as trompas podem possuir ainda uma quinta chave que eleva o som em um semitom, usada para corrigir a afinação quando a campana é totalmente fechada pela mão direita do trompista (efeito conhecido como bouché).
As válvulas foram introduzidas nos instrumentos de metal no período barroco (século XVII). Antes disso, estes instrumentos não eram cromáticos e o músico precisava ter vários instrumentos para poder executar músicas em tonalidades diferentes ou acrescentar seções de tubo ao instrumento para transpor sua tonalidade. As válvulas retornam automaticamente à sua posição de repouso através de molas, quando não pressionadas.

## Funcionamento

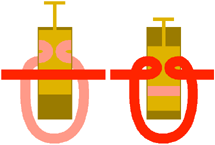
funcionamento de um pisto ou válvula linear.
1. Com o pisto solto, o ar circula pelo caminho mais curto.
2. Ao ser apertada, a válvula faz com que o ar percorra o trajeto mais longo.

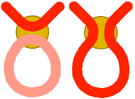
funcionamento de uma válvula rotativa.
1. Solta, o ar circula pelo caminho mais curto.
2. Ao ser apertada, a válvula faz com que o ar percorra o trajeto mais longo.

Qualquer instrumento de sopro é construído de forma que o ar em vibração em seu interior produza uma freqüência que é proporcional ao comprimento do tubo. Isso se deve às propriedades físicas do som, sobretudo à série harmônica. Isso significa que para um dado comprimento, apenas algumas notas são possíveis: as notas da série harmônica correspondente (ou seja a freqüência fundamental e todas as freqüências múltiplas inteiras da fundamental – ou harmônicos). Quanto mais longo o tubo, menor a freqüência fundamental.
Um instrumento cujo tubo tenha o comprimento fixo só soará as notas de sua série harmônica. Se tomarmos como exemplo uma corneta em Sib, ela soará as seguintes notas: Sib3 (fundamental), Sib4, Fá5, Sib5, Ré6, Fá6, Láb6 e Sib6. Quaisquer notas além dessas não são executáveis a não ser que o comprimento do tubo seja alterado. Para isso são utilizadas válvulas (pistos) ou o comprimento do tubo é alterado diretamente como em um trombone.
Para alterar o comprimento do instrumento, as válvulas possuem dutos em seu interior que se alinham com os tubos fixados à caixa das válvulas. Em cada posição, os dutos das válvulas se alinham aos tubos, direcionando o ar por caminhos diferentes. Quando soltas, as válvulas fazem o ar passar pelo menor caminho (veja as figuras ao lado). Quando pressionadas, fazem o ar passar pelas voltas que adicionam um trecho adicional ao comprimento do tubo. Cada volta de tubo é calculada para adicionar o tamanho necessário para alterar a afinação em passos múltiplos de um semitom. Para garantir a perfeita afinação, estas voltas não são fixas e podem ter seu comprimento ajustado para obter a afinação correta em cada combinação de pistos ou chaves. O retorno à posição de repouso (solta) é feito por molas.
Na configuração mais comum nos metais, a primeira válvula aumenta o comprimento do tubo o suficiente para baixar de um tom a fundamental do instrumento. Se mantivermos nosso exemplo de um instrumento afinado em sib, acionar a primeira válvula permite a execução das notas da série de Láb (ou sol#) . O segundo pisto baixa a freqüência em um semitom (série de Lá ou Sol#) e o terceiro baixa a freqüência em um tom e meio (série de Sol). Combinando as válvulas, obtemos:
- 1 e 2 – queda de um tom e meio, igual ao pisto 3 sozinho (série de Sol);
- 2 e 3 – queda de dois tons (série de Solb ou Fá#);
- 1 e 3 – queda de dois tons e meio (série de Fá);
- 1, 2 e 3 – queda de três tons (série de Mi).

Como há oito combinações possíveis, o resultado é o mesmo que ter oito instrumentos com comprimentos ligeiramente diferentes, cada qual permitindo executar as notas de uma série harmônica diferente. Na prática, temos apenas 7 comprimentos, pois a combinação 1 + 2 produz resultado igual à válvula 3 sozinha. Mas como a afinação de cada válvula é individual, as duas combinações podem ser usadas alternadamente para resolver pequenos problemas de afinação inerentes à série harmônica.
A tabela abaixo mostra todas as notas possíveis de obter em um trompete em Sib com essa configuração. Para mostrar como cada pisto ou combinação de pistos atua as notas de cada série são mostradas separadamente As células destacadas indicam o dedilhado possível para cada nota. Em preto, o dedilhado mais freqüentemente utilizado.
Obs: Como o trompete é um instrumento transpositor, a partitura é escrita sempre como se o instrumento fosse em Dó, mas um trompete em Sib soaria um tom abaixo. Por clareza, apenas a nota escrita na partitura é indicada na tabela.
| Nota  | válvula pressionada (0 = nenhuma válvula)                           | válvula pressionada (0 = nenhuma válvula)                           | válvula pressionada (0 = nenhuma válvula)                           | válvula pressionada (0 = nenhuma válvula)                           | válvula pressionada (0 = nenhuma válvula)                           | válvula pressionada (0 = nenhuma válvula)                           | válvula pressionada (0 = nenhuma válvula)                           | válvula pressionada (0 = nenhuma válvula)                           |
| Nota  | 0                                                                   | 1                                                                   | 2                                                                   | 3                                                                   | 1+2                                                                 | 2+3                                                                 | 1+3                                                                 | 1+2+3                                                               |
| ----- | ------------------------------------------------------------------- | ------------------------------------------------------------------- | ------------------------------------------------------------------- | ------------------------------------------------------------------- | ------------------------------------------------------------------- | ------------------------------------------------------------------- | ------------------------------------------------------------------- | ------------------------------------------------------------------- |
| Fá#3  |                                                                     |                                                                     |                                                                     |                                                                     |                                                                     |                                                                     |                                                                     |                                                                     |
| Sol3  |                                                                     |                                                                     |                                                                     |                                                                     |                                                                     |                                                                     |                                                                     |                                                                     |
| Sol#3 |                                                                     |                                                                     |                                                                     |                                                                     |                                                                     |                                                                     |                                                                     |                                                                     |
| Lá3   |                                                                     |                                                                     |                                                                     |                                                                     |                                                                     |                                                                     |                                                                     |                                                                     |
| Lá#3  |                                                                     |                                                                     |                                                                     |                                                                     |                                                                     |                                                                     |                                                                     |                                                                     |
| Si3   |                                                                     |                                                                     |                                                                     |                                                                     |                                                                     |                                                                     |                                                                     |                                                                     |
| Dó4   |                                                                     |                                                                     |                                                                     |                                                                     |                                                                     |                                                                     |                                                                     |                                                                     |
| Dó#4  | Essas notas não podem ser tocadas com essa configuração de válvulas | Essas notas não podem ser tocadas com essa configuração de válvulas | Essas notas não podem ser tocadas com essa configuração de válvulas | Essas notas não podem ser tocadas com essa configuração de válvulas | Essas notas não podem ser tocadas com essa configuração de válvulas | Essas notas não podem ser tocadas com essa configuração de válvulas | Essas notas não podem ser tocadas com essa configuração de válvulas | Essas notas não podem ser tocadas com essa configuração de válvulas |
| Ré4   | Essas notas não podem ser tocadas com essa configuração de válvulas | Essas notas não podem ser tocadas com essa configuração de válvulas | Essas notas não podem ser tocadas com essa configuração de válvulas | Essas notas não podem ser tocadas com essa configuração de válvulas | Essas notas não podem ser tocadas com essa configuração de válvulas | Essas notas não podem ser tocadas com essa configuração de válvulas | Essas notas não podem ser tocadas com essa configuração de válvulas | Essas notas não podem ser tocadas com essa configuração de válvulas |
| Ré#4  | Essas notas não podem ser tocadas com essa configuração de válvulas | Essas notas não podem ser tocadas com essa configuração de válvulas | Essas notas não podem ser tocadas com essa configuração de válvulas | Essas notas não podem ser tocadas com essa configuração de válvulas | Essas notas não podem ser tocadas com essa configuração de válvulas | Essas notas não podem ser tocadas com essa configuração de válvulas | Essas notas não podem ser tocadas com essa configuração de válvulas | Essas notas não podem ser tocadas com essa configuração de válvulas |
| Mi4   | Essas notas não podem ser tocadas com essa configuração de válvulas | Essas notas não podem ser tocadas com essa configuração de válvulas | Essas notas não podem ser tocadas com essa configuração de válvulas | Essas notas não podem ser tocadas com essa configuração de válvulas | Essas notas não podem ser tocadas com essa configuração de válvulas | Essas notas não podem ser tocadas com essa configuração de válvulas | Essas notas não podem ser tocadas com essa configuração de válvulas | Essas notas não podem ser tocadas com essa configuração de válvulas |
| Fá4   | Essas notas não podem ser tocadas com essa configuração de válvulas | Essas notas não podem ser tocadas com essa configuração de válvulas | Essas notas não podem ser tocadas com essa configuração de válvulas | Essas notas não podem ser tocadas com essa configuração de válvulas | Essas notas não podem ser tocadas com essa configuração de válvulas | Essas notas não podem ser tocadas com essa configuração de válvulas | Essas notas não podem ser tocadas com essa configuração de válvulas | Essas notas não podem ser tocadas com essa configuração de válvulas |
| Fá#4  |                                                                     |                                                                     |                                                                     |                                                                     |                                                                     |                                                                     |                                                                     |                                                                     |
| Sol4  |                                                                     |                                                                     |                                                                     |                                                                     |                                                                     |                                                                     |                                                                     |                                                                     |
| Sol#4 |                                                                     |                                                                     |                                                                     |                                                                     |                                                                     |                                                                     |                                                                     |                                                                     |
| Lá4   |                                                                     |                                                                     |                                                                     |                                                                     |                                                                     |                                                                     |                                                                     |                                                                     |
| Lá#4  |                                                                     |                                                                     |                                                                     |                                                                     |                                                                     |                                                                     |                                                                     |                                                                     |
| Si4   |                                                                     |                                                                     |                                                                     |                                                                     |                                                                     |                                                                     |                                                                     |                                                                     |
| Dó5   |                                                                     |                                                                     |                                                                     |                                                                     |                                                                     |                                                                     |                                                                     |                                                                     |
| Dó#5  |                                                                     |                                                                     |                                                                     |                                                                     |                                                                     |                                                                     |                                                                     |                                                                     |
| Ré5   |                                                                     |                                                                     |                                                                     |                                                                     |                                                                     |                                                                     |                                                                     |                                                                     |
| Ré#5  |                                                                     |                                                                     |                                                                     |                                                                     |                                                                     |                                                                     |                                                                     |                                                                     |
| Mi5   |                                                                     |                                                                     |                                                                     |                                                                     |                                                                     |                                                                     |                                                                     |                                                                     |
| Fá5   |                                                                     |                                                                     |                                                                     |                                                                     |                                                                     |                                                                     |                                                                     |                                                                     |
| Fá#5  |                                                                     |                                                                     |                                                                     |                                                                     |                                                                     |                                                                     |                                                                     |                                                                     |
| Sol5  |                                                                     |                                                                     |                                                                     |                                                                     |                                                                     |                                                                     |                                                                     |                                                                     |
| Sol#5 |                                                                     |                                                                     |                                                                     |                                                                     |                                                                     |                                                                     |                                                                     |                                                                     |
| Lá5   |                                                                     |                                                                     |                                                                     |                                                                     |                                                                     |                                                                     |                                                                     |                                                                     |
| Lá#5  |                                                                     |                                                                     |                                                                     |                                                                     |                                                                     |                                                                     |                                                                     |                                                                     |
| Si5   |                                                                     |                                                                     |                                                                     |                                                                     |                                                                     |                                                                     |                                                                     |                                                                     |
| Dó6   |                                                                     |                                                                     |                                                                     |                                                                     |                                                                     |                                                                     |                                                                     |                                                                     |
| Dó#6  |                                                                     |                                                                     |                                                                     |                                                                     |                                                                     |                                                                     |                                                                     |                                                                     |
| Ré6   |                                                                     |                                                                     |                                                                     |                                                                     |                                                                     |                                                                     |                                                                     |                                                                     |
| Ré#6  |                                                                     |                                                                     |                                                                     |                                                                     |                                                                     |                                                                     |                                                                     |                                                                     |
| Mi6   |                                                                     |                                                                     |                                                                     |                                                                     |                                                                     |                                                                     |                                                                     |                                                                     |
| Fá6   |                                                                     |                                                                     |                                                                     |                                                                     |                                                                     |                                                                     |                                                                     |                                                                     |
| Fá#6  |                                                                     |                                                                     |                                                                     |                                                                     |                                                                     |                                                                     |                                                                     |                                                                     |
| Sol6  |                                                                     |                                                                     |                                                                     |                                                                     |                                                                     |                                                                     |                                                                     |                                                                     |
| Sol#6 |                                                                     |                                                                     |                                                                     |                                                                     |                                                                     |                                                                     |                                                                     |                                                                     |
| Lá6   |                                                                     |                                                                     |                                                                     |                                                                     |                                                                     |                                                                     |                                                                     |                                                                     |
| Lá#6  |                                                                     |                                                                     |                                                                     |                                                                     |                                                                     |                                                                     |                                                                     |                                                                     |
| Si6   |                                                                     |                                                                     |                                                                     |                                                                     |                                                                     |                                                                     |                                                                     |                                                                     |
| Dó7   |                                                                     |                                                                     |                                                                     |                                                                     |                                                                     |                                                                     |                                                                     |                                                                     |

Note que a primeira oitava não é completa (faltam as notas de Dó4 a Fá4). Na prática, os
bocais da maior parte dos instrumentos de metal são fabricados para produzir freqüências da segunda oitava em diante (a partir do Fá#4 neste exemplo). As notas abaixo desta são muito graves para uma execução precisa. Acima do Dó7 as notas da série harmônica são muito próximas e é possível obter quase todas as notas sem a necessidade do uso das válvulas ou com diversas combinações. No entanto, estas notas podem não estar perfeitamente afinadas com instrumentos de afinação temperada. Existem algumas formas de corrigir esse problema. No caso do trompete, a volta do tubo que sai do terceiro pisto é deslizante e possui um anel onde o trompetista coloca o dedo médio da mão esquerda. Isso permite baixar ligeiramente a afinação de notas obtidas com esse pisto (normalmente as mais desafinadas).
- No caso da trompa o instrumentista utiliza a mão em concha dentro da campânula do instrumento para obter efeito semelhante.